# Callum O'Dowda
Callum Joshua Ryan O'Dowda (Kidlington, Inglaterra, Reino Unido, 23 de abril de 1995), conocido como Callum O'Dowda, es un futbolista irlandés que juega de centrocampista en el Ferencváros T. C. de la Nemzeti Bajnokság I de Hungría.

## Trayectoria
A la edad de 9 años se unió a las categorías inferiores del Oxford United F. C. En abril de 2013 firmó su primer contrato profesional de cara a la temporada 2013-14 y en el mes de agosto realizó su debut con el primer equipo en un encuentro de Copa de la Liga ante el Charlton Athletic F. C. En la temporada 2014-15, con la llegada de Michael Appleton como entrenador, fue ganando protagonismo. Sus actuaciones no pasaron desapercibidas y algunos clubes mostraron su interés en él. Sin embargo, no se marchó y ayudó al equipo a lograr el ascenso a League One, categoría en la que no jugaban desde la temporada 2000-01.
El 14 de julio de 2016 abandonó Oxford y fichó por el Bristol City F. C., equipo con el que firmó un contrato de tres años. A falta de menos de seis meses para la finalización de este, y ante el interés del Leeds United F. C., el club lo amplió un año más debido a una cláusula que había en él. Unos meses después, en septiembre de 2019, firmó un nuevo contrato hasta 2022. Al finalizar la temporada 2021-22 se marchó del equipo tras no ser renovado.
Días después de anunciarse que no seguiría en Bristol, el Cardiff City F. C. informó de su incorporación después de haber acordado un contrato de tres años de duración. Durante el último de ellos, que terminó con el descenso a la League One, amplió su vinculación hasta la temporada 2027-28. Sin embargo, no se quedó y, tras marcar seis goles en los 94 partidos que jugó en esas tres campañas, fue traspasado al Ferencváros T. C. húngaro.

## Selección nacional
Aunque nació en el Reino Unido, en marzo de 2015 fue convocado con la selección sub-21 de Irlanda ya que su abuelo era de allí.
El 12 de mayo de 2016 el seleccionador Martin O'Neill lo convocó por primera vez con la absoluta para los amistosos ante Países Bajos y Bielorrusia. Debutó ante estos últimos el 31 del mismo mes.

## Clubes
| Club                | País       | Año       |
| ------------------- | ---------- | --------- |
| Oxford United F. C. | Inglaterra | 2013-2016 |
| Bristol City F. C.  | Inglaterra | 2016-2022 |
| Cardiff City F. C.  | Gales      | 2022-2025 |
| Ferencváros T. C.   | Hungría    | 2025-     |